# 可公訴罪行
在普通法司法管轄區（例如英格蘭及威爾斯、愛爾蘭共和國、加拿大、香港、印度、澳洲、紐西蘭、馬來西亞、新加坡），可公訴罪行（indictable offence）是一種與簡易程序罪行相對的罪行。可公訴罪行只能在初級偵訊（preliminary inquiry）確立表面證據後，方可進入公訴程序。 在美國，類似嚴重程度和規則的犯罪被稱為重刑罪，也規定以公訴程序檢控。 蘇格蘭作為一個混合普通法司法管轄區，檢控官（procurator fiscal）是以嚴謹的訴訟程序（solemn proceedings），在陪審團席前檢控嚴重罪行。

## 各地狀況

### 加拿大
在加拿大，可公訴罪行是比簡易程序罪行更嚴重的罪行。 可公訴罪行包括盜竊超過5,000加元、入屋犯法、嚴重性侵和謀殺。可公訴罪行的最高刑罰因罪行而異，最重可達終身監禁。 部分可公訴罪行亦設有最低刑罰。

### 紐西蘭
在紐西蘭，強姦或謀殺控罪在高等法院審訊，而盜竊罪等較輕罪行則在地方法院審訊。地方法院既可在有陪審團的情況下進行審訊，又可循簡易程序審訊。

### 美國
在美國刑法中，除重刑罪外，嚴重疏忽（gross negligence）亦可算作可公訴罪行。